# Eskil och Trinidad
Eskil och Trinidad är en svensk drama- och familjefilm från 2013 i regi av Stephan Apelgren. I rollerna ses bland andra Linus Oscarsson, Iben Hjejle och Torkel Petersson.

## Handling
Filmen handlar om 11-årige Eskil som tillsammans med pappa Roger flyttar runt mellan olika kraftverk i övre Norrland. När de nu ska flytta igen bryr sig Eskil inte om vart, för att allt är ju ändå samma. Där finns ett kraftverk och ett hockeylag där Eskil måste spela. Men den här gången blir inte som de andra: han får en ny klasskamrat i Mirja och så träffar han kvinnan Trinidad.

## Rollista
- Ann Petrén – Trinidad
- Linus Oscarsson – Eskil
- Saga Midfjäll – Mirja
- Torkel Petersson – Roger, pappa
- Iben Hjejle – Mette, mamma
- Jonas Inde – Krister, hockeytränare
- Sannamari Patjas – Kerstin
- Douglas Johansson – Hannu
- Hannu Kiviaho – vaktmästare
- Erik Lundqvist – Benny
- Axel Wallin – Jan Ove
- Eric Nilsson – Mikael
- Karl Zaff – Viktor
- Therése Lindberg – fröken 1
- Sara Broberg – fröken 2
- Fred Pexer – lillebror Jacob
- Martin Lindberg – Stig Arne
- Göran Forsmark – pastorn
- Magdalena Olofsson – polis
- Markus Sammeli – polis
- David Zimmer – hockeyröst
- Anna Azcaráte – Majlis

## Produktion
Inspelningen ägde rum mellan mars och november 2012 i Vuollerim, Luleå och Jokkmokk efter ett manus av Apelgren. Filmen producerades av Peter Possne, fotades av Anders Bohman och klipptes av Håkan Karlsson. Den premiärvisades 11 mars 2013 på BUFF Filmfestival i Malmö och hade biopremiär 29 mars samma år.

## Mottagande
Eskil och Trinidad har medelbetyget 3,5/5 på Kritiker.se, baserat på femton recensioner. Filmen fick treor och fyror i betyg av samtliga recensenter, undantaget Dagens Nyheter som gav betyget 2/5.

## Utmärkelser
På BUFF fick filmen pris för "bästa europeiska barnfilm".

## Musik
- "Knee Deep in the Blues" (text och musik: Melvin Endsley, framförs av Fatboy)
- "Sunshine Girl" (Stefan Kramer)
- "Egil" (Stefan Kramer)
- "Dreams" (Stefan Kramer)
- "Du gamla, du fria" (text: Richard Dybeck, musik: trad.)
- "Hockeyintro" (Ronnie Lundqvist)

- "In love with an arab" (Mikaela Emretsson)